# アルメニア・フィルハーモニー管弦楽団
アルメニア・フィルハーモニー管弦楽団（アルメニア語:
Հայաստանի պետական ֆիլհարմոնիկ նվագախումբ, ラテン文字転写: Hayastani petakan filharmonik nvagakhum, 英語: Armenian Philharmonic Orchestra, 略称: APO）は、アルメニアのオーケストラ。リムスキー＝コルサコフの弟子であったアレクサンドル・スペンディアリアンにより、1925年にアルメニアの首都で設立された。

## 沿革
1925年に作曲家アレクサンドル・スペンディアリアンが音楽大学の教授や学生からなる18名のオーケストラを指揮したのが、アルメニア・フィルハーモニー管弦楽団の始まりである。スペンディアリアンは地元の音楽家たちの協力を得ることで、本格的なオーケストラを立ち上げることが出来ると確信していた。その考えを実行に移したのが、エレバン音楽大学の学長であったアルシャーク・アダミアンである。アダミアンは定期公演を開くことで、アルメニア人の間にクラシック音楽に対する認識を植えつけることに成功する。

## 活動
1953年には作曲家アラム・ハチャトゥリアンの生誕50年を祝して、ハチャトゥリアン自らが共演している。その後、作曲家ドミートリイ・ショスタコーヴィチと親交の深かった当時の首席指揮者オハン・ドゥリアンの時代になると、世界の主要な交響曲のレパートリーを意欲的に取り上げるようになり、いよいよ名門と呼ばれるに相応しいオーケストラとして飛躍的な一歩を進めることになる。1981年には、当時まだ駆け出しであったヴァレリー・ゲルギエフが首席指揮者として就任する。
ソ連邦崩壊後はイラン出身のアルメニア人作曲家ロリス・チェクナヴォリアンの指導のもと、現代的なスタイルを確立するに至り、ヨーロッパ各地やアメリカにも活動拠点を拡大する。2000年に入ってからは若手のエドゥアルド・トプチャンが音楽監督兼首席指揮者に就任し、アルメニア色を損なうことなく西洋の演奏スタイルへの接近を試みている。

## 日本との関わり
2008年11月16日サンポートホール高松、11月19日福島県郡山市の郡山市民文化センター11月22日、23日東京都新宿区の東京オペラシティにて、初来日公演を行った。

## 演奏
ロシア・ソヴィエト物を中心にレパートリーは幅広いが、やはりハチャトゥリアンの作品に強みを持っており、荒削りな、しかし作曲者の意図を外さない、中央アジア風の伸びやかな高音と奔放な打楽器に重点を置いた演奏をする。他にも、シューマンやチャイコフスキーといったロマン派の作品を演奏する際にはきめ細かいテクニックを見せるなど、器用な面も持ち合わせている。

## 歴代指揮者
- 1925年 - 1926年　アルシャーク・アダミアン
- 1926年 - 1927年　アレクサンドル・スペンディアリアン
- 1927年 - 1929年　スレン・チャレキアン
- 1929年 - 1932年　ゲオルグ・ブダギアン
- 1941年 - 1945年　コンスタンチン・サラジアン
- 1945年 - 1960年　ミハイル・マルンチアン
- 1960年 - 1965年　オハン・ドゥリアン
- 1965年 - 1966年　ミハイル・テリアン
- 1966年 - 1967年　ミハイル・マルンチアン
- 1967年 - 1970年　ルービン・ヴァルダニアン
- 1970年 - 1973年　アラム・カタニアン
- 1973年      　オハン・ドゥリアン
- 1974年 - 1981年　ダヴィッド・ハンジアン
- 1981年 - 1985年　ヴァレリー・ゲルギエフ
- 1985年 - 1986年　ラファエル・マンガサリアン
- 1986年 - 1987年　マルティン・ネルシシアン
- 1987年 - 1989年　ヴァハン・ラピアン
- 1989年 - 1998年　ロリス・チェクナヴォリアン
- 1998年 - 1999年　ミハイル・アヴェチシアン
- 1999年 - 2000年　ロリス・チェクナヴォリアン
- 2000年 -    　 エドゥアルド・トプチャン（現・首席指揮者）

## 著名な客演指揮者
- キリル・コンドラシン
- クルト・マズア
- ユーリ・シモノフ
- 井上喜惟

## ディスコグラフィー
1990年よりアルメニア・フィルは40以上のCDをASVよりリリースし、『グラモフォン』誌、『BBCマガジン』で月刊ベストCDに選出された。また、アルトゥス・レコードより井上喜惟との「日本音楽週間」の模様がレコーディングされ、好評を博している。